# Mops nanulus
Mops nanulus је сисар из реда слепих мишева и породице Molossidae.

## Распрострањење
Врста је присутна у Гани, ДР Конгу, Етиопији, Камеруну, Кенији, Нигерији, Обали Слоноваче, Сијера Леонеу, Судану и Уганди.

## Угроженост
Ова врста није угрожена, и наведена је као последња брига јер има широко распрострањење.

### Популациони тренд
Популациони тренд је за ову врсту непознат.